# Castilruiz
Castilruiz település Spanyolországban, Soria tartományban. Castilruiz Fuentestrún, Valdelagua del Cerro, Cigudosa, San Felices, Dévanos, Ágreda, Ólvega és Matalebreras községekkel határos. Lakosainak száma 158 fő (2024).

## Népesség
A település népessége az elmúlt években az alábbi módon változott:
| Lakosok száma | 320  | 285  | 249  | 221  | 212  | 201  | 181  | 162  | 150  | 158  |
|               | 2001 | 2004 | 2007 | 2009 | 2012 | 2014 | 2017 | 2019 | 2022 | 2024 |